# Sonic & All-Stars Racing Transformed
Sonic & All-Stars Racing Transformed (jap.: ソニック&オールスターレーシング トランスフォームド, Hepburn: Sonikku ando Ōru-Sutāzu Rēshingu Toransufōmudo) ist ein Rennspiel-Videospiel, das von Sumo Digital entwickelt und von Sega im November 2012 erstmals für PlayStation 3, Xbox 360 und Wii U, gefolgt von weiteren Plattformen, veröffentlicht wurde. In Japan wurde erst im Jahre 2014 für ausgewählte Systeme eine gekürzte Fassung veröffentlicht.
Es ist das einzige Sonic-Spiel für PlayStation Vita, das erste Sonic-Spiel für Wii U und das letzte Sonic-Spiel für PlayStation 3 und Xbox 360. Die Xbox-360-Version erhielt zuletzt am 15. November 2021 ein Update für Performance-Optimierungen bei Verwendung mit einer Xbox Series.
In diesem Rennspiel der Funracer-Kategorie ist es das titelgebende Gimmick des Spiels, dass sich die Fahrzeuge während der Rennen auf dem Wasser schwimmend und in der Luft fliegend augenblicklich verwandeln, vergleichbar mit Nintendos Mario Kart 7 (2011) und Mario Kart 8 (2014).
Das Spiel ist der Nachfolger von Sonic & Sega All-Stars Racing (2010) und der Vorgänger von Team Sonic Racing (2019).

## Gameplay
In den Rennen treten zehn von je nach Version unterschiedlich vielen von insgesamt 33 wählbaren Fahrern, die durch Computerspieler ergänzt werden, gegeneinander an und fahren drei Runden auf jeder Strecke. Während der Rennen auf den Strecken verwandelt sich das jeweilige Fahrzeug des Fahrers entsprechend dem Streckenabschnitt in ein Auto bzw. autoähnliches Fahrzeug, in ein schwimmendes Vehikel, welches sich bootsähnlich auf der Wasseroberfläche fortbewegt oder in ein fliegendes Objekt wie ein Flugzeug oder eine Rakete, welches durch die Luft gleitet. Je nach Form ändert sich das Steuerungsgefühl deutlich spürbar. Der Erstplatzierte gewinnt die Rennen bzw. im Grand Prix-Modus werden je nach Platzierung Punkte verteilt, die nach allen vier Strecken eines Grand Prix den Gesamtsieger ermitteln. Dabei kann man durch gekonntes Driften und Stunts in der Luft zusätzliche, kurzzeitige Booster-Geschwindigkeit erlangen. Auf den Strecken sind Itemboxen verteilt, die bei Berührung zufällig eines von elf Items zur Verfügung stellen, die per Knopfdruck verwendet werden können:
- Feuerwerkskörper: Eine zündbare Rakete, die nach Abschuss auf einen gegnerischen Mitfahrer treffen muss, um ihn kurzzeitig auszubremsen.
- Schneeball: Drei Schneebälle, die der Nutzer des Items vor sich rollt und bestenfalls versucht, gegnerische Mitfahrer zu treffen und damit kurzzeitig einzufrieren.
- Kugelfisch/Puyo: Kann auf der Strecke als Hindernis abgelegt oder als Projektil nach vorne geschossen werden, um gegnerische Mitfahrer kurzzeitig auszubremsen (wurde in der japanischen Version von einem Kugelfisch zu einem Puyo geändert).
- Boost: Vorübergehende, erhöhte Geschwindigkeit. Diese können auch für noch mehr Geschwindigkeit gesammelt und gebündelt eingesetzt werden.
- Aufgemotzter Motor: Länger anhaltende, erhöhte Geschwindigkeit. Kann vor Ende des Effektes zur Explosion gebracht werden, um gegnerische Mitfahrer damit zu treffen.
- Drohne: Wartet auf dem Fahrzeug des Anwenders, bis sich ein gegnerischer Mitfahrer nähert, um sich dann zu diesem zu begeben und kurzzeitig auszubremsen.
- Bienenschwarm: Setzt einen Bienenschwarm frei, der auf den Erstplatzierten zusteuert, um ihn auszubremsen und auf dem Weg befindliche Mitfahrer ebenfalls treffen kann.
- Windhose: Kann auf der Strecke abgelegt werden und wer anschließend hineinfährt, wird kurzzeitig ausgebremst.
- Handschuh: Erzeugt einen Baseballhandschuh, welcher eine einzelne Attacke eines gegnerischen Mitfahrers abwehrt.
- Superhandschuh: Erzeugt einen Baseballhandschuh, welcher eine einzelne Attacke eines gegnerischen Mitfahrers abwehrt, darunter auch All-Star-Moves, sowie gegnerische Items klauen kann.
- All-Star Move: Für jeden Fahrer ein individuelles Item, welches kurzzeitig einen großen Vorteil durch einen All-Star Move verschafft (beispielsweise Sonic wird mit den Chaos Emeralds zu Super Sonic).

Im Spielmenü wählt man zunächst zwischen Karrieremodus (Offline-Modi) und Öffentliches oder Privates Spiel (Online-Modi) aus. Im Karrieremodus kann aus den Spielmodi Welttour, Grand Prix, Gegen die Zeit und Einzelnes Rennen gewählt werden, im Anschluss wählt man einen der freigeschalteten Fahrer aus bekannten Sega-Spielen. Im Grand Prix-Modus kann man in fünf Cups je vier Strecken gegen seine Mitstreiter antreten, in den anderen Modi sind die insgesamt 21 Strecken des Spiels separat wählbar. Im Welttour-Modus werden auf den vorhandenen Strecken normale Rennen, Versus-Rennen, Turbo-Rennen, Ring-Rennen, Kampf-Rennen, Turbo-Herausforderungen, Drift-Herausforderungen und andere Missionen bestritten, wobei man pro Mission zunächst bis zu drei Sterne als Belohnung erhalten kann. Ab einem bestimmten Punkt dieses Modus sind dann bis zu vier Sterne möglich, auch in zuvor bereits abgeschlossenen Missionen. Diese Sterne sind zum Fortschritt im Welttour-Modus nötig und mit Fortschritt im Welttour-Modus können immer weitere Charaktere freigespielt werden.

## Charaktere
Zu Beginn des Spiels steht nur eine begrenzte Anzahl an Fahrern zur Verfügung, weitere müssen durch Erfolge im Welttour-Modus freigespielt werden. Es stehen sieben Fahrer aus der Spieleserie Sonic the Hedgehog zur Verfügung, dazu kommen 15 weitere aus anderen Sega-Videospielen, dem Disney-Filmcharakter Ralph aus dem Kinofilm Ralph reichts (in welchem im Gegenzug Sonic und Dr. Eggman auftreten) sowie die reale, damals noch aktive Rennfahrerin Danica Patrick, welche jedoch in der japanischen Fassung des Spiels entfernt wurde.
Ein Team-Fortress-Trio, der Football Manager und Shogun stehen ausschließlich in der PC-Version zur Verfügung und auch der kostenpflichtige DLC kurze Zeit nach Release des Spiels mit Ryo Hatzuki war nur für die PC-Version verfügbar. In den Folgemonaten erschienen zwei kostenlose PC-DLCs mit General Winter und Willemus sowie ein kostenpflichtiger DLC für die PC-Version, dieser mit den englischen YouTubern YogsCast. Nur in der Xbox-360-Version steht der Xbox-Avatar zur Verfügung, während die Wii-U- und Nintendo-3DS-Versionen über den eigenen Mii-Charakter verfügen. Der Charakter Ristar aus dem gleichnamigen Spiel (1995, Sega Mega Drive, Sega Game Gear) ist als Flaggenschwenker im Spiel zu sehen.
Im Releasezeitraum fragten Entwickler in einem Forum die Fans nach Fahrerwünschen für zukünftige DLCs, woraufhin eine Umfrage von wünschenswerten Sega-Charakteren für dieses Spiel gestartet wurde. Diese gewann Ryo Hatzuki von Shenmue mit 3.379 Stimmen, welcher bereits im Vorgänger spielbar war und wurde daraufhin auch erneut umgesetzt. Die nachfolgenden Plätze der Umfrage belegten Hatsune Miku (Virtuelle Vocaloid-Kultfigur, 3.180 Stimmen), Segata Sanshirō (Sega-Saturn-Werbefigur, 2.613 Stimmen), Vectorman (1995, Sega Mega Drive, 1.221 Stimmen), Bayonetta (2009, PlayStation 3, Xbox 360, 1.215 Stimmen), Ristar (1995, Sega Mega Drive, Sega Game Gear, 1.081 Stimmen) und ToeJam & Earl (1991, Sega Mega Drive, 1.015 Stimmen).
Die Fahrer Banjo & Kazooie, Big the Cat, Billy Hatcher, Bonanza Bros., die ChuChus, Jacky & Akira, Opa-Opa und Zobio & Zobiko aus dem Vorgänger Sonic & Sega All-Stars Racing (2010) sind nicht mehr im Spiel vertreten.
| Sonic the Hedgehog | Sonic the Hedgehog         | Speed Star                     |
| Miles Tails Prower | Sonic the Hedgehog         | Whirlwind S7                   |
| Knuckles the Echidna | Sonic the Hedgehog         | Land Breaker                   |
| Amy Rose | Sonic the Hedgehog         | Rosa Cabriolet                 |
| Dr. Eggman | Sonic the Hedgehog         | Egg Monster                    |
| Shadow the Hedgehog | Sonic the Hedgehog         | G.U.N. Auto Tread              |
| Metal Sonic | Sonic the Hedgehog         | Metal Booster                  |
| AiAi | Super Monkey Ball          | Bananenmobil                   |
| MeeMee | Super Monkey Ball          | Pinkes Bananenmobil            |
| Beat | Jet Set Radio              | Tokio-To Drifter               |
| Gum | Jet Set Radio              | Neon Green                     |
| NiGHTS | Nights into Dreams …       | NiGHTS                         |
| Reala | Nights into Dreams …       | Reala                          |
| Ulala | Space Channel 5            | Kosmosgleiter                  |
| Pudding | Space Channel 5: Part 2    | Spacebird 42                   |
| AGES | After Burner & Daytona USA | F-14 Tomcat x Hornet           |
| Alex Kidd | Alex Kidd                  | Sukopako Motorrad              |
| Amigo | Samba de Amigo             | Sonnen-Buggy                   |
| B.D. Joe | Crazy Taxi                 | Crazy Taxi                     |
| Gilius Thunderhead | Golden Axe                 | Ox / Rhinoturtle / Gryphon     |
| Joe Musashi | Shinobi                    | Quad Bike                      |
| Vyse | Skies of Arcadia           | The Delfinius                  |
| Ralph | Ralph reichts              | Abrisstruck                    |
| Danica Patrick 1 | Reale Rennfahrerin         | Danicar                        |
| Team-Fortress-Trio 2 | Team Fortress 2            | Minigun Kart                   |
| Football Manager 2 | Football Manager           | SUV                            |
| Shogun 2 | Total War: Shogun 2        | Dragon Car                     |
| Ryo Hatzuki 3 | Shenmue                    | Naofukis Motorrad              |
| General Winter 4 | Company of Heroes 2        | Red Star Tank                  |
| Willemus 5 | Total War: Rome II         | Roman Vehicle                  |
| YogsCast 6 | Englische YouTuber         | YogsCast's Dwarven Dairy Drive |
| Xbox Live Avatar 7 | Xbox Live Arcade           | Ava-car 720                    |
| Mii 8 | Mii                        | Super Flitzer                  |
| Anmerkungen: 1 Nicht auswählbar in den japanischen Versionen des Spiels 2 Nur auswählbar in der PC-Version des Spiels 3 Nur auswählbar in der PC-Version des Spiels als kostenpflichtiger DLC ab Release 4 Nur auswählbar in der PC-Version des Spiels als kostenloser DLC ab dem 5. Juli 2013 5 Nur auswählbar in der PC-Version des Spiels als kostenloser DLC ab dem 5. August 2013 6 Nur auswählbar in der PC-Version des Spiels als kostenpflichtiger DLC ab dem 6. Dezember 2013 7 Nur auswählbar in der Xbox-360-Version des Spiels 8 Nur auswählbar in den Wii-U- und 3DS-Versionen des Spiels |                            |                                |

## Strecken
Das Spiel verfügt über 5 Grand Prix, die über je vier Strecken verfügen, die im Einzelrennen-Modus auch einzeln ausgewählt werden können. Die Strecken basieren dabei immer auf eine Videospielserie von Sega. Die vier Strecken im Klassiker-Cup sind Strecken, die bereits im Vorgänger Sonic & Sega All-Stars Racing zur Auswahl standen. Die Bonusstrecke OutRun Bay konnte als DLC heruntergeladen werden. Alle insgesamt 21 Strecken können auch spiegelverkehrt gefahren werden.
| Strecken in Sonic & All-Stars Racing Transformed | Strecken in Sonic & All-Stars Racing Transformed | Strecken in Sonic & All-Stars Racing Transformed |
| Grand Prix                                       | Strecke                                          | Ursprung                                         |
| ------------------------------------------------ | ------------------------------------------------ | ------------------------------------------------ |
| Drachen-Cup                                      | Meeresblick                                      | Sonic Heroes                                     |
| Drachen-Cup                                      | Samba-Studio                                     | Samba de Amigo                                   |
| Drachen-Cup                                      | Träger-Zone                                      | After Burner Climax                              |
| Drachen-Cup                                      | Durch die Schlucht                               | Panzer Dragoon                                   |
| Schurken-Cup                                     | Trubeltempel                                     | Super Monkey Ball                                |
| Schurken-Cup                                     | Sternentour                                      | Sonic Colours                                    |
| Schurken-Cup                                     | Jahreszeiten                                     | Shinobi                                          |
| Schurken-Cup                                     | Piratenschiff                                    | Skies of Arcadia                                 |
| Emerald-Cup                                      | Tal der Träumer                                  | Nights into Dreams …                             |
| Emerald-Cup                                      | Zugige Burg                                      | Billy Hatcher and the Giant Egg                  |
| Emerald-Cup                                      | Graffiti City                                    | Jet Set Radio                                    |
| Emerald-Cup                                      | Sky Sanctuary                                    | Sonic & Knuckles                                 |
| Arcade-Cup                                       | Friedhofsgig                                     | The House of the Dead EX                         |
| Arcade-Cup                                       | Adders Versteck                                  | Golden Axe                                       |
| Arcade-Cup                                       | Brennende Tiefe                                  | Burning Rangers                                  |
| Arcade-Cup                                       | Race of Ages                                     | Sega Tribute                                     |
| Klassiker-Cup                                    | Sonnentour                                       | Samba de Amigo                                   |
| Klassiker-Cup                                    | Shibuya-City                                     | Jet Set Radio Future                             |
| Klassiker-Cup                                    | Kasinoroute                                      | Sonic Heroes                                     |
| Klassiker-Cup                                    | Egg Hangar                                       | Sonic & Knuckles                                 |
| Bonus                                            | OutRun Bay                                       | OutRun 2                                         |

## Synchronisation
Während der Ansager und Kommentator auch während des Rennens deutsch spricht, so verfügen die einzelnen Charaktere über einheitliche Sprachausgabe, auch in der japanischen Version. Dabei wurden zumeist bereits aufgenommene Sprachsamples wiederverwendet. Einzig für Vyse wurden neue Sprachaufnahmen mit Synchronsprecher Christopher Sullivan aufgenommen.
| Synchronsprecher in Sonic & All-Stars Racing Transformed | Synchronsprecher in Sonic & All-Stars Racing Transformed |
| Figur im Spiel                                           | Synchronsprecher                                         |
| -------------------------------------------------------- | -------------------------------------------------------- |
| Sonic the Hedgehog                                       | Roger Craig Smith                                        |
| Miles Tails Prower                                       | Kate Higgins                                             |
| Knuckles the Echidna                                     | Travis Willingham                                        |
| Amy Rose                                                 | Cindy Robinson                                           |
| Dr. Eggman                                               | Mike Pollock                                             |
| Shadow the Hedgehog                                      | Kirk Thornton                                            |
| AiAi                                                     | Kaoru Morota                                             |
| MeeMee                                                   | Konami Yoshida                                           |
| NiGHTS                                                   | Julissa Aquirre                                          |
| Reala                                                    | Casey Robertson                                          |
| Ulala                                                    | Apollo Smile                                             |
| Pudding                                                  | Sumalee Montano                                          |
| B.D. Joe                                                 | Kent Frick                                               |
| Vyse                                                     | Christopher Sullivan                                     |
| Ralph                                                    | Brian Delaney                                            |
| Danica Patrick                                           | Danica Patrick                                           |
| Heavy Weapons Guy                                        | Gary Schwartz                                            |
| Spy & Pyro                                               | Dennis Bateman                                           |

## Rezeption
Sonic & All-Stars Racing Transformed wurde allgemein positiv bewertet und erfuhr in allen Bereichen, wie Grafik, Soundtrack, Gameplay, Spielspaß oder technische Präsentation, durchweg gute, teils sehr gute Kritiken, welche die Wertungen des Vorgängers nochmals übertrafen.

„Sonics letzten Spaßraser fand ich unterhaltsam, aber nicht weltbewegend. Transformed packt eine kräftige Schippe drauf. Als langjähriger Zocker mag ich die farbenfrohe Inszenierung und die exotenfreundliche Fahrer- und Pistenauswahl besonders gerne, die dynamische Veränderung der Kursführungen sorgt für manch nostalgischen Aha-Effekt. Dank handlicher Steuerung und unkomplizierten Drifteinsatzes flitzt man sofort ausgesprochen flott durch die Gegend, Gimmicks wie die Aufbesserung der Charaktere durch Erfahrungspunkte und Sticker-Sammelei sorgen für Auflockerung. Ein dickes Lob gibt’s für die feine Welttour, die mit ihren interessanten Wettbewerbstypen für Abwechslung sorgt und Solisten längerfristig Unterhaltung und Herausforderung bietet. Allerdings dürfte nicht jedermann schmecken, dass der Schwierigkeitsgrad überraschend hoch ist: Das Freispielen aller Fahrer wird dadurch kein Zuckerschlecken.“

„Die jahrelang ersehnte Sonic-Offenbarung ist auf der brandneuen Wii U wie aus dem Nichts eingetreten. Sonic & All-Stars Racing Transformed transportiert die guten alten SEGA-Tugenden endlich wieder in die Neuzeit. Der neue Funracer formt das geniale 90iger SEGA Rally-Fahrgefühl, einige sehr gute Mario Kart-Gene von Nintendo, das einmalige Spielhallenfeeling und ein brachiales Nostalgie-Feuerwerk zu einem echten Kandidaten für das Siegertreppchen. Die genialen Streckendesigns, der großzügige Umfang und ein toller Onlinemodus lassen den mittlerweile fast altbacken wirkenden Mario Abgase schlucken. Bis auf wenige Macken machen die Entwickler von Sumo Digital und SEGA endlich alles richtig. Jedenfalls wird Nintendo einiges an ihrem Kart-Franchise tunen müssen, um diesen 500 PS-Boliden überholen zu können. Sonic is back! Und das mit ordentlich Speed.“

Die Versionen für PlayStation 3 und Xbox 360 wurden allgemein am besten bewertet, gefolgt von den Versionen für Wii U, PC und dann PlayStation Vita, während die Nintendo-3DS-Version mit mittelmäßigen Kritiken am schlechtesten abschneidet.